# Pierre Alexandre Joseph Allent
Pierre Alesandre Joseph Allent (1772-1837) fue un militar, par de Francia, consejero de estado y escritor de Francia.
«Bajo Napoleón Bonaparte, Allent ocupó distintos importantes empleos, y después de la Restauración de los Borbones llegó a ser secretario de estado del departamento de guerra.» (cita sacada de la obra The popular encyclopedia, Londres, 1862).

## Biografía
Allent nació en el 2 de agosto de 1772 en Saint-Omer, y en 1792 tenía el empleo de simple cañonero en el bombardeo de Lille. El 1 de mayo de 1793 fue nombrado adjunto del Cuerpo de Ingenieros y no tardó en obtener el grado de capitán que lo recibió el 21 de mayo de 1795.
Posteriormente estuvo empleado en el fuerte Luis en Dunkerque, sobre las costas, en el gabinete topográfico, para las operaciones y la historia de la guerra. En la Escuela de Ingenieros de Metz fue nombrado jefe del Estado Mayor de Ingenieros y de los ejércitos de Mayence y el Danubio.
En 1799, el ministro de Guerra le encarga dirigir las maniobras del ejército en el macizo de San Gotardo: el 7 de agosto de 1800 es nombrado jefe de batallón, y sucesivamente secretario y director de los depósitos de fortificaciones, del consejo de ingenieros, de trabajos públicos y jefe del Estado Mayor de Ingenieros del ejército de reserva y de Grisons.
En 1809 le fue encomendado por el ministro-director de Anvers, durante la expedición del ejército inglés por el río Escalda, el reconocimiento de las posiciones, y después de dejar el Estado Mayor fue miembro el 3 de agosto de 1811 de una comisión de fortificaciones, y de diciembre de 1813 a 30 de marzo de 1814 formó parte de un Consejo de Defensa. El 30 de marzo de 1814 realiza un reconocimiento sobre la línea de combate del ejército, acerca de unas maniobras realizadas de un ejército por el mariscal Gebhard Leberecht von Blücher desembocando por la izquierda, resistiendo y conteniendo al enemigo por Allent sobre la ruta de Clichy justo hasta la firma de la capitulación de Francia.
Luego fue Allent destinado a jefe del Estado Mayor de la guardia nacional de París, por un arresto del gobierno provisional del 10 de abril de 1814, y después ayudante-mayor de los guardias nacionales del rey, realizando grandes esfuerzos para proteger París, y durante los Cien Días rehúsa por escrito una petición de Napoleón Bonaparte como consejero: en 1816 es diputado, y en 1828 hizo una defensa de las instituciones liberales.
Allent es autor de varias obras como una historia del cuerpo de ingenieros producida después de una deliberación del comité de fortificaciones, y una de aclaraciones históricas del arte militar y de las instituciones de Francia, enriqueció con investigaciones importantes en el repertorio legislativo de Favard y Langlade, el Espectador Militar y el diccionario de trabajos públicos de Tarbe y Vauxclairs. 

## Obras
- Art e histoire militaires:..., París, M. Noirot, 1832.
- Compiló y editó esta obra de Cormontaingne, Memorial pour la defense des places, París, Anselin et Pochard, 1822.
- Notice sur le pere Lefranc, 1819.
- Histoire du Corp Imperial du genie, París, Magimel, 1805.
- Memoire sur la reunion de l'artillerie et du genie, 1800.
- De l'influence morale et politique de la peinture, 1797.
- De la conscription generale de la force publique.., París, Duprat, Año 7.
- Histoire de la France (manuscrita, considerada principalmente sobre investigaciones militares, desde el establecimiento de sus fronteras y con sus guerras defensivas)
- Essai sur les reconnaissances militaires, 1804; 1827.